# 寸法規定
寸法規定（すんぽうきてい、Establishment）とは、18世紀前半のイギリス海軍で制定されていた軍艦の設計に関する規定。全長や全幅、喫水などの基本的外形を砲の搭載数ごとに指定したもので、具体的な船体設計は各造船所の技師にゆだねられていた。

## 問題点
この制度に用いられた寸法は既存の優れた設計に範をとったもので、艦艇性能の統一には一定の役割を果たした。しかし設計者の権限を大きく制限するものであったために艦艇設計の保守化を招き、当時の主敵であるフランス海軍に水をあけられることとなった。オーストリア継承戦争でこれらの優れたフランス艦艇と交戦したイギリス海軍は寸法規定制度を廃止し、海軍本部の艦艇監督官が設計を担うようになった。